# Зелена књига (филм)
Зелена књига (енгл. Green Book) је америчка биографски хумористичко-драмски филм из 2018. године који је режирао Питер Фарели. Радња филма смештена је у 1962. годину, а филм је инспирисан истинитом причом о јамајканско-америчком класичном и џез пијанисти Дону Шерлију (Махершала Али) и италијанско-америчком избацивачу Тонију Валелонги (Виго Мортенсен), који је био Шерлијев возач и телохранитељ. Сценарио је написао Фарели заједно са Ником Валелонгом (Тонијевим сином) и Брајаном Хејзом Каријем. Наслов филма је изведен из Зелене књиге за црне возаче, водича за афроамеричке путнике који је издаван од 1936. до 1966. године.
Светска премијера филма одржана је на Филмском фестивалу у Торонту 11. септембра 2018. године, где је освојио награду по избору публике. У америчким биоскопима је објављен 16. новембра исте године и зарадио је преко 321 милион долара широм света. Наишао је на позитивне реакције критичара, који су нарочито похвалили Мортенсенову и Алијеву глуму, премда су неки критиковали приказ расе и самог Шерлија.
Филм је освојио Оскаре у категоријама за најбољи филм, најбољи оригинални сценарио и најбољег глумца у споредној улози (Али), а такође је био номинован за најбољег глумца у главној улози (Мортенсен) и најбољу монтажу. Освојио је Златни глобус за најбољи играни филм – мјузикл или комедија, док је Али освојио Златни глобус за најбољег споредног глумца у играном филму, награду Удружења филмских глумаца за најбољег глумца у споредној улози и БАФТА награду за најбољег глумца у споредној улози.

## Радња
У Бронксу 1962. италијанско-амерички избацивач Тони Лип тражи нови посао док је ноћни клуб Копакабана затворен због реновирања. Позван је на интервју са др Доном Шерлијем, афроамеричким пијанистом коме је потребан возач за његову осмонедељну концертну турнеју по средњем западу и дубоком југу САД. Дон ангажује Тонија на основу његових препорука. Они крећу са планом да се врате у Њујорк на Бадње вече. Донова издавачка кућа даје Тонију копију Зелене књиге за црне возаче, водича за афроамеричке путнике у коме су наведени мотели, ресторани и бензинске станице које могу да користе у складу са законима Џима Кроуа.
Тони и Дон се у почетку сукобљавају јер се Тони осећа непријатно када се од њега тражи да се понаша префињеније, док је надмени Дон незадовољан Тонијевим навикама. Како турнеја одмиче, Тони постаје импресиониран Доновим талентом на клавиру и све је више згрожен дискриминаторским третманом који Дон добија од својих домаћина и шире јавности када није на сцени. У Луивилу, у Кентакију, група белаца претукла је Дона и претила му у бару пре него што га је Тони спасао. Он даје инструкције Дону да више не излази без њега до краја турнеје.
Током целог путовања, Дон помаже Тонију у писању елоквентних писама његовој жени, која је сваки пут дубоко дирну. Тони охрабрује Дона да ступи у контакт са својим отуђеним братом, али Дон оклева, напомињући да се изоловао због свог професионалног живота и достигнућа. Дон касније упада у проблеме због хомосексуалног односа са белцем на базену, а Тони подмићује полицајце да га не ухапсе. У Мисисипију, њих двојица су ухапшени након што су их полицајци зауставили касно увече у белачком граду, а Тони је ударио једног полицајца након што га је увредио. Док су у затвору, Дон тражи да назове свог адвоката, али уместо тога користи позив да контактира државног тужиоца Роберта Ф. Кенедија, који врши притисак на гувернера и полицајце да ослободе њих двојицу. Када се нађу пуштени из затвора и поново на путу, Дон прекори Тонија због његових неукусних поступака, након чега избија жестока расправа око расних односа и меритократије, током које Дон изражава фрустрацију што се осећа одбаченим од стране црначке заједнице због његових манира, док га чланови белачке заједнице или малтретирају или га користе како би деловали отвореног ума. Њих двојица на крају проналазе хотел где преноће и успевају да се помире.
У ноћи његовог последњег наступа у Бермингхаму, у Алабами, Дону је одбијен улазак у ресторан намењен искључиво белим члановима кантри клуба где је ангажован да наступи. Тони прети менаџеру, а Дон одбија да наступа пошто му није дозвољено да вечера у соби са својом публиком. Тони и Дон напуштају ресторан и уместо тога вечерају у црначком блуз клубу, где се Дон придружује бенду на клавиру. Њих двојица крећу на север у покушају да стигну кући до Бадње вечери, али их хвата мећава. Потом их поново зауставља полицајац. Забринути да ће добити исти третман, обојица су изненађени када се полицајац испостави као пријатељски настројен и да их је зауставио само јер је приметио да им је једна гума избушена. Полицајац им тада помаже да замене гуму и они успевају да се врате кући. Тони позива Дона на вечеру са његовом породицом, али Дон одбија. Седећи сам код куће, Дон се предомисли и враћа се у Тонијев дом, где га Тонијева шира породица дочека изненађујуће топло.
Епилог приказују фотографије Дона и Тонија из стварног живота. У њему се наводи да је Дон наставио да путује и ствара музику, док се Тони вратио свом послу у Копакабани, као и да су остали пријатељи до својих смрти које су наступиле у размаку од неколико месеци 2013. године.

## Улоге
| Глумац                | Улога             |
| --------------------- | ----------------- |
| Виго Мортенсен        | Тони Валелонга    |
| Махершала Али         | Дон Шерли         |
| Линда Карделини       | Долорес Валелонга |
| Димитер Маринов       | Олег Малакович    |
| Мајк Хатон            | Џорџ Дајер        |
| Икбал Теба            | Амит              |
| Себастијан Манискалко | Џони Венере       |
| Вон Луис              | Боби Ридел        |

## Занимљивости
Сценарио за филм написао је Валелонгин син, Ник Валелонга, заједно са Брајаном Хејесом Каријем и Питером Фарелијем уз консултације са породицом Шерли.